# Marie-Thérèse De Decker

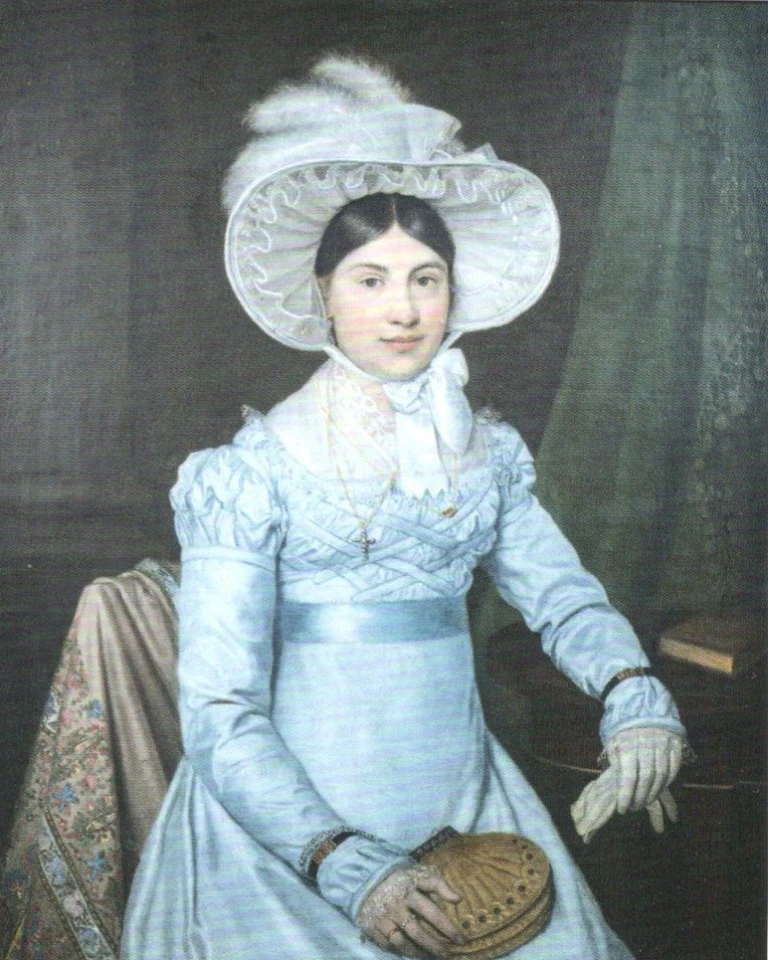
Portret van de 17-jarige Marie-Thérèse De Decker naar aanleiding van haar huwelijk met Louis Janssens

Marie-Thérèse De Decker (Zele, augustus 1805 - Sint-Niklaas, 13 mei 1871) was een Belgisch ondernemer.

## Leven en betekenis
De Decker werd geboren in een begoede familie in Zele. Op 17-jarige leeftijd trouwde ze met Louis Janssens (1793 - 1844), zoon van textielfabrikant Jan Janssens (1769 - 1820). Ze kregen elf kinderen. Dankzij de financiële inbreng van zijn echtgenote kon Louis het familiebedrijf uitbouwen tot een van de modernste textielbedrijven in Sint-Niklaas. Zo installeerde de familie in 1827 de eerste stoommachine in Sint-Niklaas en was daarmee zijn tijd vooruit. Toen de economie in 1830 achteruit ging, maakte het bedrijf als eerste fantasieweefsels in wol, zoals tartansjaals met Schotse ruiten. Naast pionier op economisch vlak was de familie ook heel sociaal bewogen vanuit een diepgelovige overtuiging. Zo richtte Louis in 1839 een school in voor de kinderen die in zijn bedrijf werkten, waar ze dagelijks een uur les kregen,  en een zondagsschool voor de arbeiders. Op zondag onderrichtte Marie-Thérèse, samen met haar schoonzus Amelie Janssens, de arbeiderskinderen in de geloofsleer. 
Toen Louis in 1844 stierf, nam de oudste zoon Theodoor Janssens (1825 - 1889) samen met zijn moeder het roer in handen. Ze zetten het onderwijs voor de arbeiders verder en richtten bovendien een Hulp- en Pensioenkas op. Wolspinnerij en lakenweverij Janssens-De Decker floreerde sinds Louis en Marie-Thérèse aan het hoofd kwamen. Het bedrijf was in de negentiende eeuw een van de meest gerenommeerde textielfirma's van het Waasland.  Marie-Thérèse gaf haar waarden ook door aan haar kinderen. Haar oudste zoon was actief als Vlaamsgezind volksvertegenwoordiger voor de katholieke partij, maar ook de andere kinderen waren heel gelovig en Vlaamsgezind en van daaruit actief in tal van christelijke verenigingen. Theodoor en Alfons werden volksvertegenwoordigers, Louis werd senator.

## Gedenkteken
Ter gelegenheid van Internationale Vrouwendag 2024 werd in het Mercatorpark in Sint-Niklaas een cortenstalen silhouet van haar onthuld.